# Аптера
Аптера (на старогръцки: Ἄπτερα или Ἀπτερία) или Аптерон е древен град, сега археологически обект в западен Крит, на километър навътре от южния бряг на залива Суда, около 13 km източно от град Ханя в дем Ханя.

## История
Споменава се в таблички с линеар Б от XIV – XIII век пр.н.е. Със своето изключително благоприятно географско положение, Аптера е могъщ град-държава от минойските до елинистичните времена, когато постепенно запада. Минойското селище от бронзовата епоха обаче се е намирало около 1,5 km от Аптера, на мястото на съвременното селище Стилос.
В гръцката митология Аптера е мястото на легендарното състезание между сирените и музите. След победата на музите сирените губят перата на крилете си, побеляват и се хвърлят в морето. Името на града буквално означава „без крила“.
През III век пр.н.е. Аптера е във война с Кидония, известен древен град в Северозападен Крит. През голяма част от гръцкия архаичен период Аптера е под контрола на Кидония. По време на войната срещу Литос през 220 г. пр.н.е. Аптера за кратко е в съюз с Кносос, но след това е принуден от полиренците да застане на тяхна страна срещу Кносос. Пристанището на Аптера според Страбон е било Цизамус.
Аптера е разрушен от земетресение през VII век. До XII век на мястото е построен манастир на Св. Йоан Теолог, който е действащ до 1964 г. Сега обектът се поддържа от Министерството на културата на Гърция. От върха на хълма, на около 150 метра над морето, се открива гледка към залива Суда и полуостров Акротири на север, Лефка Ори на юг и Каливес и турската крепост Изедин на изток; град Ханя не се вижда съвсем на запад.
Има няколко структури в рамките на квадратното заграждение на манастира, включително параклис и двуетажен блок с килии на монаси. Заобикалящият го обект е забележителен с храм от две части от V век пр.н.е., голяма трисводеста римска цистерна, римски бани и части от няколко дорийски храма. На мястото са открити и античен театър и римска перистилна вила.